# Lisell Jäätma
Lisell Jäätma (19 de julio de 1999) es una deportista estonia que compite en tiro con arco, en la modalidad de arco compuesto.
Ganó una medalla en los Juegos Europeos de Cracovia 2023, tres medallas en el Campeonato Europeo de Tiro con Arco al Aire Libre entre los años 2021 y 2024, y una medalla en el Campeonato Europeo de Tiro con Arco en Sala de 2022.

## Palmarés internacional
| Juegos Europeos                  | Juegos Europeos    | Juegos Europeos   | Juegos Europeos |
| Año                              | Lugar              | Medalla           | Prueba          |
| -------------------------------- | ------------------ | ----------------- | --------------- |
| 2023                             | Cracovia (Polonia) | Medalla de oro    | Equipo mixto    |
| Campeonato Europeo al Aire Libre |                    |                   |                 |
| Año                              | Lugar              | Medalla           | Prueba          |
| 2021                             | Antalya (Turquía)  | Medalla de plata  | Equipo mixto    |
| 2022                             | Múnich (Alemania)  | Medalla de plata  | Equipo mixto    |
| 2024                             | Essen (Alemania)   | Medalla de bronce | Equipo          |
| Campeonato Europeo en Sala       |                    |                   |                 |
| Año                              | Lugar              | Medalla           | Prueba          |
| 2022                             | Laško (Eslovenia)  | Medalla de plata  | Equipo          |